# Нита Талбот
Ни́та Та́лбот (англ. Nita Talbot; род. 8 августа 1930[…], Нью-Йорк, Нью-Йорк) — американская актриса кино и телевидения.

## Биография
Анита Сокол (настоящее имя актрисы) родилась 8 августа 1930 года в Нью-Йорке. Начала сниматься, взяв псевдоним Нита Талбот, с 19 лет, заключив контракт с Warner Bros., и за 48 лет кинокарьеры (1949—1997) появилась в 149 полнометражных фильмах (в 8 без указания в титрах) и сериалах.

Старшая сестра — Глория Стоун (до брака — Сокол; 1929—2014), тоже стала киноактрисой, но малоизвестной: с 1952 по 1955 год снялась в четырёх фильмах, во всех — в эпизодических ролях без указания в титрах.

### Личная жизнь
7 сентября 1954 года Талбот вышла замуж за актёра Дона Гордона (1926—2017). 11 апреля 1958 года последовал развод, детей у пары не было.

13 августа 1961 года актриса вступила во второй брак, её избранником стал актёр Томас Гис (1934—2010). С ним она также позднее развелась, от брака осталась дочь Николь Андреа Гис (род. 1962).

## Номинации
- 1968[англ.] — Прайм-таймовая премия «Эмми» в категории «Лучшая актриса второго плана в комедийном телесериале» за роль в сериале «Герои Хогана[англ.]»[9].

## Избранная фильмография

### Широкий экран
- 1949 — Это великое чувство[англ.] /It’s a Great Feeling — модель (в титрах не указана)
- 1949 — Всегда оставляй их смеющимися[англ.] / Always Leave Them Laughing — шоугёл[англ.] (в титрах не указана)
- 1950 — Монтана / Montana — бывшая девушка шерифа Джейка Овербая (в титрах не указана)
- 1950 — В клетке / Caged — заключённая (в титрах не указана)
- 1950 — Яркий лист[англ.] / Bright Leaf — Эмили, кузина (в титрах не указана)
- 1950 — По эту сторону закона / This Side of the Law — мисс Гофф
- 1951 — На опасной земле / On Dangerous Ground — девушка в баре (в титрах не указана)
- 1956 — Свёрток для Джоя[англ.] / Bundle of Joy — Мэри
- 1957 — Долгожданная ночь[англ.] / This Could Be the Night — девушка в хоре (в титрах не указана)
- 1958 — Однажды на лошади... / Once Upon a Horse… — мисс Довери
- 1958 — Я женился на женщине[англ.] / I Married a Woman — мисс Андерсон, секретарша
- 1962 — ? / Who’s Got the Action? — Субботний Рыцарь
- 1965 — Счастлив с девушкой / Girl Happy — Санни Дейз
- 1965 — Очень необычная услуга[англ.] / A Very Special Favor — Микки, оператор коммутатора
- 1965 — Это забавное чувство[англ.] / That Funny Feeling — Одри
- 1972 — Бак и проповедник[англ.] / Buck and the Preacher — мадам Эстер
- 1975 — День саранчи[англ.] / The Day of the Locust — Джоан
- 1982 — Ночная смена / Night Shift — Вивиан
- 1983 — Кошмар[англ.] / Frightmare — миссис Ромер
- 1983 — Женщины за решёткой / Chained Heat — Кауфман
- 1985 — Студенческие каникулы / Fraternity Vacation — миссис Феррет
- 1985 — Толкачи и кидалы[англ.] / Movers & Shakers — Дороти

### Телевидение
- 1949—1951, 1953—1954 — Человек против преступности[англ.] / Man Against Crime — Глория (в 9 эпизодах)
- 1958 — Перри Мейсон / Perry Mason — Ирис Андерсон (в эпизоде The Case of the Pint-Sized Client)
- 1958—1959 — Худой[англ.] / The Thin Man — Беатриса «Блондинка» Коллинс (в 4 эпизодах)
- 1958, 1960 — Дымок из ствола / Gunsmoke — разные роли (в 2 эпизодах)
- 1958, 1961 — Альфред Хичкок представляет / Alfred Hitchcock Presents — разные роли (в 2 эпизодах)
- 1959—1960 — Маверик / Maverick — разные роли (в 2 эпизодах)
- 1959—1960 — Ритм Бурбон-стрит[англ.] / Bourbon Street Beat — Люсти Уэтер (в 4 эпизодах)
- 1960, 1962 — Неприкасаемые[англ.] / The Untouchables — разные роли (в 2 эпизодах)
- 1963 — Сыромятная плеть / Rawhide — Делила (в эпизоде Incident of White Eyes)
- 1966—1967, 1969—1971 — Герои Хогана[англ.] / Hogan’s Heroes — Марья «Белая Русская», шпионка (в 7 эпизодах)
- 1967 — ФБР / The F.B.I. — Линда Урэй (в эпизоде The Raid)
- 1973 — Коломбо / Columbo — Марша Далтон (в эпизоде «Звено в преступлении»)
- 1973, 1980, 1983 — Понимание[англ.] / Insight — разные роли (в 3 эпизодах)
- 1977—1978 — Мыло / Soap — миссис Шейла Файн (в 3 эпизодах)
- 1978—1979, 1982 — Остров фантазий / Fantasy Island — разные роли (в 3 эпизодах)
- 1979 — Супер-поезд[англ.] / Supertrain — Роуз Кейси (в 5 эпизодах)
- 1980, 1983—1984 — Охотник Джон[англ.] / Trapper John, M.D. — разные роли (в 3 эпизодах)
- 1981—1982 — Главный госпиталь / General Hospital — Делфина (в 6 эпизодах)
- 1997 — Человек-паук / Spider-Man — Анастасия Харди (в 4 эпизодах, озвучивание)

### Сразу-на-видео
- 1990 — Повелитель кукол 2 / Puppet Master II — Камилла
- 1992 — Амитивилль 6: Проклятые часы / Amityville: It’s About Time — миссис Уилер